# Mycalesis sudra
Mycalesis sudra är en fjärilsart som beskrevs av Felder 1867. Mycalesis sudra ingår i släktet Mycalesis och familjen praktfjärilar. Inga underarter finns listade i Catalogue of Life.